# 鄭昆洪
鄭昆洪（Orus Cheng，1988年12月14日—），為亞洲電視亞洲星光大道3亞軍。現時為鳳凰衛視香港台節目金股齊明客席替任主持、now財經台節目環球金融快線客席替任嘉賓主持和亞洲電視合約男藝員

## 獎項

### 2010年
- 12月12日：亞洲星光大道 3－亞軍

## 演出作品

### 電視節目（亞洲電視）
- 2010年：亞洲星光大道3
- 2010年：今夜星光燦爛嘉賓
- 2010年：2011 aTV節目巡禮表演嘉賓
- 2011年：11點後特區主持
- 2011年：人氣春晚．唱紅亞洲表演嘉賓

## 活動及傳媒訪問

### 2010年
- 12月8日：《亞洲星光大道3》冠軍爭霸戰宣傳活動

### 2011年
- 1月9日：港島、九龍區公益金百萬行
- 1月26日：亞洲電視人氣春晚唱紅亞洲宣傳活動
- 2月2日：亞洲電視人氣春晚唱紅亞洲
- 2月3日：亞洲電視賀年歌 《紅包拿來》
- 4月30日：亞洲電視燃點希望展新生香港脊髓損傷基金會五周年慈善籌款晚會

## 外部連結
- 亞洲星光大道3 參賽者簡介

| 前任： 鄭苑瑛 | 亞洲星光大道第二名 第三屆 | 繼任： 林巧燕&馬星 |